# Plédran
Plédran è un comune francese di 6 128 abitanti situato nel dipartimento delle Côtes-d'Armor nella regione della Bretagna.

## Amministrazione

### Gemellaggi
- Poviglio

## Società

### Evoluzione demografica
Abitanti censiti